# Бецека
Бецека (итал. Bezzecca) је насеље у Италији у округу Тренто, региону Трентино-Јужни Тирол.
Према процени из 2011. у насељу је живело 610 становника. Насеље се налази на надморској висини од 699 м.

## Становништво
| 1931. | 1936. | 1951. | 1961. | 1971. | 1981. | 1991. | 2001. |
| ----- | ----- | ----- | ----- | ----- | ----- | ----- | ----- |
| 448   | 455   | 498   | 541   | 564   | 568   | 546   | 591   |

## Партнерски градови
- Кастиљоне деле Стивере